# 亚当·托马夏克
亚当·托马夏克（波蘭語：Adam Tomasiak，1953年2月15日—），波兰男子赛艇运动员。他曾代表波兰参加1976年和1980年夏季奥林匹克运动会赛艇比赛，其中1980年奥运会获得一枚铜牌。